# Свети Атанасий и Благовещение Богородично (Харманкьой)
„Свети Атанасий и Благовещение Богородично“ (на гръцки: Ι. Ν. Αγίου Αθανασίου & Ευαγγελισμού της Θεοτόκου Ευόσμου) е православна църква в солунското предградие Харманкьой (Евосмос), Гърция, енорийски храм на Неаполската и Ставруполска епархия.
Църквата е разположена на едноименния площад „Агиос Атанасиос“, по известен като площад „Евосмос“. Основният камък е поставен на 16 август 1966 г. от епископ Стефан Талантски по нареждане на митрополит Пантелеймон Солунски. Работата е прекъсната поради технически затруднения за пет години до 1971 г., когато започва отново. През октомври 1972 г. е открит първия етаж от митрополит Леонид Солунски. В 1974 година храмът е прехвърлен към новосъздадената Неаполска и Ставруполска епархия. В 1978 година е завършен основният храм и през октомври 1978 година е осветен от митрополит Дионисий Неаполски и Ставруполски.